# Лас Агвамитас (Елота)
Лас Агвамитас (шп. Las Aguamitas) насеље је у Мексику у савезној држави Синалоа у општини Елота. Насеље се налази на надморској висини од 214 м.

## Становништво
Према подацима из 2005. године у насељу су живела 3 становника.

### Хронологија
| Година       | 2005 |
| ------------ | ---- |
| Становништво | 3    |

### Попис
| # | Индикатор                        | Вредност |
| - | -------------------------------- | -------- |
| 1 | Укупно појединачних домаћинстава | 1        |